# Zakia Khudadadi
Zakia Khudadadi (in pashtu ذکیه خدادادی‎; provincia di Herat, 29 settembre 1998) è una taekwondoka afghana.
È stata la prima donna afghana praticante del parataekwondo. È diventata nota dopo aver vinto il Campionato Africano Internazionale di Parataekwondo nel 2016 all'età di 18 anni. Ha rappresentato l'Afghanistan alle Paralimpiadi estive del 2020. Inizialmente le è stata negata l'opportunità di competere alle sue prime Paralimpiadi a seguito dell'offensiva talebana del 2021, ma in seguito le è stato permesso dal Comitato Paralimpico Internazionale di competere nell'evento di parataekwondo dopo essere stata evacuata in sicurezza dall'Afghanistan. È stata in grado di competere ed è diventata la prima concorrente femminile afgana a gareggiare alle Paralimpiadi dopo 17 anni dalla partecipazione di Mareena Karim alle Paralimpiadi estive del 2004. È anche diventata ufficialmente la prima sportiva afgana a partecipare a un evento sportivo internazionale dopo l'acquisizione del potere dei talebani.

## Biografia
Khudadadi è originaria della provincia di Herat. Ha un solo braccio funzionale.

## Carriera sportiva
Khudadadi è stata motivata a intraprendere lo sport del taekwondo poiché le uniche medaglie olimpiche vinte dall'Afghanistan sono state quelle nel taekwondo nel 2008 e nel 2012. È stata ispirata da Rohullah Nikpai, che è considerata la prima (e attualmente unica) medaglia olimpica dell'Afghanistan. Dopo la caduta dei talebani nel 2001, Khudadadi, come molte altre donne in Afghanistan, è stata incoraggiata a competere in eventi sportivi proprio come facevano gli uomini. Tuttavia, ha svolto la maggior parte delle sessioni di allenamento a casa e nel cortile di casa poiché le sue opportunità di rappresentare i club locali sono state ostacolate dalla presenza dei talebani nella sua provincia natale di Herat.
Ha vinto l'African International Parataekwondo Championship 2016 tenutosi in Egitto. Ha ricevuto la wild card per partecipare nel 2021 alle Paralimpiadi estive di Tokyo 2020, dove è stata scelta come una delle due concorrenti dall'Afghanistan insieme all'atleta di pista Hossain Rasouli. Khudadadi si è qualificato per competere nel torneo femminile della categoria K44 Under-49 kg.
Ha lasciato i suoi genitori e si è recata a Kabul per prepararsi alle Paralimpiadi estive. Tuttavia, la partecipazione dell'Afghanistan ai giochi è stata messa in pericolo dopo la caduta di Kabul ad opera dei talebani. Anche gli atleti afgani non hanno potuto lasciare Kabul a causa della chiusura degli aeroporti. Khudadadi si è nascosta dai talebani e ha chiesto pubblicamente aiuto immediato per lasciare in sicurezza l'Afghanistan e partecipare alle Paralimpiadi di Tokyo. È stata poi confermata la presenza del suo nome sulla lista di evacuazione della Spagna.
Il 28 agosto 2021, Khudadadi, insieme al connazionale Hossain Rasouli, è arrivata a Tokyo dopo essere stata trasportata in aereo da Kabul a Parigi dalla Royal Australian Air Force nell'ambito degli sforzi di evacuazione internazionale, ponendo fine alle incertezze che prevalevano sulla partecipazione dell'Afghanistan alle Paralimpiadi di Tokyo. Il presidente del Comitato Paralimpico Internazionale, Andrew Parsons, ha annunciato che entrambi gli atleti afghani non sarebbero stati disponibili per interviste e che era stato loro concesso il permesso di saltare le consuete conferenze stampa.
Il 2 settembre 2021, ha gareggiato negli ottavi di finale alle Paralimpiadi di Tokyo 2020 e ha perso l'incontro contro la uzbeka Ziyodakhon Isakova. Successivamente Khudadadi si è qualificata per l'incontro di ripescaggio, ma ha perso contro l'ucraina Viktoriia Marchuk.
Il 30 agosto 2024 ha partecipato alle sue seconde paralimpiadi a Parigi 2024 gareggiando per gli Atleti Paralimpici Rifugiati e ha vinto la medaglia di bronzo.